# 발렌티누스

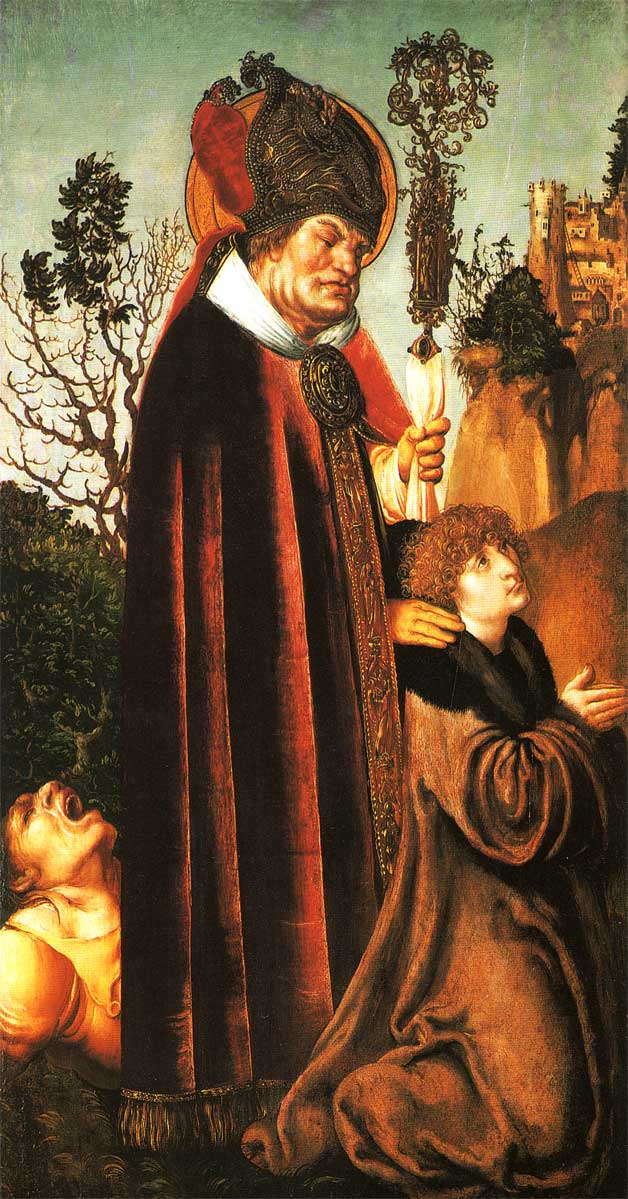
성 발렌티누스

발렌티누스(라틴어: Valentinus, 226 ~ 269년) 또는 발렌티노는 3세기 무렵 초대교회의 보편교회 시절 인물로 고대 로마의 초대교회 순교자 가운데 한 사람이다. 밸런타인데이의 유래라는 것 외에는 거의 알려져 있지 않으며, 2월 14일에 더블린에 그의 시신이 매장되었다.
가톨릭 백과사전에 따르면 같은 이름을 가진 성인이 세 명 이상 있기 때문에 서로 이미지가 겹쳐 불확실하기 때문이다. 제2차 바티칸 공의회 이후, 1969년에 로마 가톨릭의 성인력을 개정하기 전까지 전통적으로 로마 가톨릭에서는 2월 14일을 발렌티누스의 축일로 지정하여 그를 공경하였다.
동방 정교회에서는 발렌티누스 사제는 7월 6일에, 순교자 발렌티누스(인테람나의 주교, 이탈리아 테르니)는 7월 30일에 기념한다. 성공회에서도 발렌티노라는 신명을 사용하여 그에 대한 존경심을 표현하고 있다.

## 같이 보기
- 밸런타인데이